# Ранка, Индулис-Ояр Оттович
И́ндулис-О́яр Ра́нка (латыш. Indulis Ranka, в советских документах Индулис-Ояр Оттович Ранка; 15 апреля 1934, Яунгулбене — 13 апреля 2017, Рига) — советский и латвийский скульптор. Заслуженный художник Латвийской ССР (1989).

## Биография
В 1953 году окончил Рижскую художественную школу имени Яниса Розенталса, в 1959 году — отделение живописи Латвийской академии художеств.

## Творчество
С 1952 года принимал участие в выставках с картинами и графикой. С 1962 года член Союза художников Латвийской ССР. С 1966 года работал как скульптор, основными работами становятся скульптуры из гранита. Автор публикаций об искусстве.

## Работы
- Скульптурная экспозиция под открытым небом Ulamula на берегу Марупите недалеко от своего дома.
- Горы дайн и Сад песен в Турайдском музее-заповеднике
- Памятник в честь победы над войсками Бермондта-Авалова 11 ноября 1919 года

## Награды и звания
- Орден Трех звезд 4-й степени (1994)
- Приз Райниса Латвийской академии наук (1998)
- Кавалер 1 класса ордена Заслуг (1998, Норвегия)[2]
- Заслуженный художник Латвийской ССР (1989)